# Myrceen
Myrceen of β-myrceen is een organische verbinding, die behoort tot de alkenen. Het is een natuurlijk voorkomende koolwaterstof en een monoterpeen. α-myrceen is het isomeer 2-methyl-6-methyleen-1,7-octadieen, dat niet in de natuur voorkomt.

## Voorkomen
Myrceen komt onder meer voor in etherische olie van West-Indische laurier
, verbena, myrcia (waaraan het de naam te danken heeft), karwij, venkel, dille, hop, hennep en dragon. Het is in 1965 voor het eerst gesynthetiseerd door pyrolyse van α-pineen.
Myrceen is een feromoon voor verschillende insecten.

## Toepassingen
Myrceen wordt als zuivere stof met mate gebruikt in parfumerie-industrie. Als bestanddeel van diverse soorten etherische olie komt het desondanks in veel parfums voor. Daarnaast is het een grondstof voor de productie van belangrijke parfumeriestoffen als menthol, citral, citronellol, citronellal, geraniol, nerol en linalool.